# Giuseppe Prestia
Giuseppe Prestia (Palermo, 13 novembre 1993) è un calciatore italiano, difensore dell'Inter U23, di cui è capitano.

## Carriera

### Club
Prestia è un prodotto delle giovanili del Palermo, è stato anche il capitano della formazione Primavera. Nel giugno 2012, è stato girato in prestito in Serie B all'Ascoli per consentirgli maggiore minutaggio. Con i bianconeri ha debuttato il 1º settembre in un incontro con il Bari.
Al termine della stagione 2012-2013 è stato annunciato che Prestia non avrebbe fatto ritorno al Palermo, ed è stato ceduto a titolo definitivo al Parma. Un mese dopo il suo trasferimento al Parma, è stato mandato in prestito in Serie B al Crotone.
Nel febbraio 2014, viene ceduto in prestito ai rumeni dell'Oțelul Galați con i quali firma un contratto valido per sei mesi, con l'opzione di altri due anni. Nel giugno 2014, Prestia è ritornato al Parma.
Ha debuttato in Serie A l'11 aprile 2015, giocando gli ultimi cinque minuti nella vittoriosa partita casalinga per 1-0 contro la capolista Juventus. Si è ritrovato senza squadra entro la fine della stagione, dopo che il Parma ha dichiarato bancarotta ed è stato radiato dalla FIGC. Nel gennaio 2016, ha accettato di tornare in Romania per giocare con il Petrolul Ploiești fino alla fine della stagione.
Nel giugno 2016, è tornato in Italia, firmando un contratto annuale con la società di Lega Pro del Catanzaro. Nel luglio 2025 viene annunciato il suo passaggio dal Cesena all'Inter U23. 

### Nazionale
Prestia ha rappresentato l'Italia a livello giovanile, giocando con l'U-16, U-18 e U-19 tra il 2009 e il 2011.

## Statistiche

### Presenze e reti nei club
Statistiche aggiornate al 16 agosto 2025.
| Stagione           | Squadra            | Campionato         | Campionato | Campionato | Coppe nazionali | Coppe nazionali | Coppe nazionali | Coppe continentali | Coppe continentali | Coppe continentali | Altre coppe | Altre coppe | Altre coppe | Totale | Totale |
| Stagione           | Squadra            | Comp               | Pres       | Reti       | Comp            | Pres            | Reti            | Comp               | Pres               | Reti               | Comp        | Pres        | Reti        | Pres   | Reti   |
| ------------------ | ------------------ | ------------------ | ---------- | ---------- | --------------- | --------------- | --------------- | ------------------ | ------------------ | ------------------ | ----------- | ----------- | ----------- | ------ | ------ |
| 2010-2011          | Palermo            | A                  | 0          | 0          | CI              | 0               | 0               | UEL                | 1                  | 0                  | -           | -           | -           | 1      | 0      |
| 2011-2012          | Palermo            | A                  | 0          | 0          | CI              | 0               | 0               | UEL                | 0                  | 0                  | -           | -           | -           | 0      | 0      |
| Totale Palermo     | Totale Palermo     | Totale Palermo     | 0          | 0          |                 | 0               | 0               |                    | 1                  | 0                  |             | -           | -           | 1      | 0      |
| 2012-2013          | Ascoli             | B                  | 25         | 0          | CI              | 0               | 0               | -                  | -                  | -                  | -           | -           | -           | 25     | 0      |
| 2013-gen. 2014     | Crotone            | B                  | 6          | 0          | CI              | 1               | 0               | -                  | -                  | -                  | -           | -           | -           | 7      | 0      |
| gen.-giu. 2014     | Oțelul Galați      | L1                 | 14         | 0          | CR              | -               | -               | -                  | -                  | -                  | -           | -           | -           | 14     | 0      |
| 2014-2015          | Parma              | A                  | 1          | 0          | CI              | 0               | 0               | -                  | -                  | -                  | -           | -           | -           | 1      | 0      |
| gen.-giu. 2016     | Petrolul Ploiești  | L1                 | 3+2        | 0          | CR              | -               | -               | -                  | -                  | -                  | -           | -           | -           | 5      | 0      |
| 2016-2017          | Catanzaro          | LP                 | 35+2       | 2          | CI-LP           | 1               | 0               | -                  | -                  | -                  | -           | -           | -           | 38     | 2      |
| 2017-2018          | Virtus Francavilla | C                  | 35+2       | 1+1        | CI+CI-C         | 2+1             | 0               | -                  | -                  | -                  | -           | -           | -           | 40     | 2      |
| 2018-2019          | Alessandria        | C                  | 29         | 0          | CI+CI-C         | 1+1             | 0               | -                  | -                  | -                  | -           | -           | -           | 31     | 0      |
| 2019-2020          | Alessandria        | C                  | 21+2       | 1          | CI+CI-C         | 1+1             | 0               | -                  | -                  | -                  | -           | -           | -           | 25     | 1      |
| 2020-2021          | Alessandria        | C                  | 33+6       | 1          | CI              | 1               | 0               | -                  | -                  | -                  | -           | -           | -           | 40     | 1      |
| 2021-2022          | Alessandria        | B                  | 30         | 1          | CI              | 1               | 0               | -                  | -                  | -                  | -           | -           | -           | 31     | 1      |
| Totale Alessandria | Totale Alessandria | Totale Alessandria | 121        | 3          |                 | 6               | 0               |                    | -                  | -                  |             | -           | -           | 127    | 3      |
| 2022-2023          | Cesena             | C                  | 30+4       | 3+1        | CI-C            | 0               | 0               | -                  | -                  | -                  | -           | -           | -           | 34     | 4      |
| 2023-2024          | Cesena             | C                  | 37         | 1          | CI+CI-C         | 2+0             | 0               | -                  | -                  | -                  | SC-C        | 1           | 0           | 40     | 1      |
| 2024-2025          | Cesena             | B                  | 35         | 4          | CI              | 3               | 0               | -                  | -                  | -                  | -           | -           | -           | 38     | 4      |
| Totale Cesena      | Totale Cesena      | Totale Cesena      | 106        | 9          |                 | 5               | 0               |                    | -                  | -                  |             | 1           | 0           | 112    | 9      |
| 2025-2026          | Inter U23          | C                  | 0          | 0          | CI-C            | 1               | 0               | -                  | -                  | -                  | -           | -           | -           | 1      | 0      |
| Totale carriera    | Totale carriera    | Totale carriera    | 352        | 16         |                 | 17              | 0               |                    | 1                  | 0                  |             | 1           | 0           | 371    | 16     |

### Cronologia presenze e reti in nazionale
| Cronologia completa delle presenze e delle reti in nazionale ― Italia under 20 | Cronologia completa delle presenze e delle reti in nazionale ― Italia under 20 | Cronologia completa delle presenze e delle reti in nazionale ― Italia under 20 | Cronologia completa delle presenze e delle reti in nazionale ― Italia under 20 | Cronologia completa delle presenze e delle reti in nazionale ― Italia under 20 | Cronologia completa delle presenze e delle reti in nazionale ― Italia under 20 | Cronologia completa delle presenze e delle reti in nazionale ― Italia under 20 | Cronologia completa delle presenze e delle reti in nazionale ― Italia under 20 |
| Data                                                                           | Città                                                                          | In casa                                                                        | Risultato                                                                      | Ospiti                                                                         | Competizione                                                                   | Reti                                                                           | Note                                                                           |
| ------------------------------------------------------------------------------ | ------------------------------------------------------------------------------ | ------------------------------------------------------------------------------ | ------------------------------------------------------------------------------ | ------------------------------------------------------------------------------ | ------------------------------------------------------------------------------ | ------------------------------------------------------------------------------ | ------------------------------------------------------------------------------ |
| 11-9-2013                                                                      | Stettino                                                                       | Polonia under 20                                                               | 0 – 3                                                                          | Italia under 20                                                                | Amichevole                                                                     | -                                                                              | 55’                                                                            |
| Totale                                                                         |                                                                                | Presenze                                                                       | 1                                                                              |                                                                                | Reti                                                                           | 0                                                                              |                                                                                |

| Cronologia completa delle presenze e delle reti in nazionale ― Italia under 19 | Cronologia completa delle presenze e delle reti in nazionale ― Italia under 19 | Cronologia completa delle presenze e delle reti in nazionale ― Italia under 19 | Cronologia completa delle presenze e delle reti in nazionale ― Italia under 19 | Cronologia completa delle presenze e delle reti in nazionale ― Italia under 19 | Cronologia completa delle presenze e delle reti in nazionale ― Italia under 19 | Cronologia completa delle presenze e delle reti in nazionale ― Italia under 19 | Cronologia completa delle presenze e delle reti in nazionale ― Italia under 19 |
| Data                                                                           | Città                                                                          | In casa                                                                        | Risultato                                                                      | Ospiti                                                                         | Competizione                                                                   | Reti                                                                           | Note                                                                           |
| ------------------------------------------------------------------------------ | ------------------------------------------------------------------------------ | ------------------------------------------------------------------------------ | ------------------------------------------------------------------------------ | ------------------------------------------------------------------------------ | ------------------------------------------------------------------------------ | ------------------------------------------------------------------------------ | ------------------------------------------------------------------------------ |
| 25-8-2011                                                                      | Lamezia Terme                                                                  | Italia under 19                                                                | 2 – 1                                                                          | Russia under 19                                                                | Amichevole                                                                     | -                                                                              | 87’                                                                            |
| 6-9-2011                                                                       | Caravaggio                                                                     | Italia under 19                                                                | 1 – 3                                                                          | Francia under 19                                                               | Amichevole                                                                     | -                                                                              |                                                                                |
| 8-9-2011                                                                       | Castegnato                                                                     | Italia under 19                                                                | 0 – 1                                                                          | Francia under 19                                                               | Amichevole                                                                     | -                                                                              | 86’                                                                            |
| 6-10-2011                                                                      | Varberg                                                                        | Italia under 19                                                                | 1 – 2                                                                          | Romania under 19                                                               | Qual. Europeo Under-19 2012                                                    | -                                                                              |                                                                                |
| 8-10-2011                                                                      | Varberg                                                                        | Italia under 19                                                                | 1 – 1                                                                          | Svezia under 19                                                                | Qual. Europeo Under-19 2012                                                    | -                                                                              |                                                                                |
| 11-10-2011                                                                     | Laholm                                                                         | Azerbaigian under 19                                                           | 1 – 2                                                                          | Italia under 19                                                                | Qual. Europeo Under-19 2012                                                    | -                                                                              |                                                                                |
| 17-11-2011                                                                     | Podgorica                                                                      | Montenegro under 19                                                            | 0 – 3                                                                          | Italia under 19                                                                | Amichevole                                                                     | -                                                                              | 61’                                                                            |
| Totale                                                                         |                                                                                | Presenze                                                                       | 7                                                                              |                                                                                | Reti                                                                           | 0                                                                              |                                                                                |

## Palmarès

### Club

#### Competizioni nazionali
- Serie C: 1

Cesena: 2023-2024 (girone B)
- Supercoppa Serie C: 1

Cesena: 2024